# Козлов, Василий Васильевич (скульптор)
Василий Васильевич Козлов (11 апреля 1887, с. Владыкино, Саратовская губерния — 5 июня 1940, Ленинград) — советский скульптор и педагог.

## Биография
Родился в селе Владыкино Саратовской губернии, в семье крестьянина. В 1898 году переехал в Санкт-Петербург вместе с семьей, где начал заниматься в рисовальной школе Общества поощрения художников, работая при этом в его мастерских. По окончании школы на протяжении шести лет работал в декоративно-художественных мастерских в качестве мастера лепных украшений на фасадах домов. В 1906—1912 годах являлся вольнослушателем в Императорской Академии художеств, но звания художника так и не получил. В Академии Козлов познакомился с Леопольдом-Августом Дитрихом, с которым впоследствии вместе много работал: выполнял маски, рельефы и прочие декоративные атрибуты для зданий.
В 1919 году стал председателем комитета скульпторов Петрограда, в 1919—1925 годах работал в качестве сотрудника отдела охраны и реставрации памятников искусства и старины, а позже и профессором скульптурного факультета Академии художеств. Активно работал в рамках «Ленинианы»: памятники Ленину по проектам В. В. Козлова были установлены в 40 городах СССР, в том числе 5 памятников в Ленинграде.
Умер Василий Васильевич Козлов 5 июня 1940 года, и был похоронен на Литераторских мостках. Рядом с ним в октябре 1954 года погребён и его товарищ Дитрих.

## Проекты
- Скульптурный фриз «Просвещение на Киевской Руси» на здании Киевского педагогического музея (1910—1911), совместно с Л. А. Дитрихом. Каменный фриз содержит 300 фигур в натуральную величину[1];
- Проект памятника Лермонтову в Петербурге (1912), совместно с Л. А. Дитрихом (не осуществлен). Получил первую премию на конкурсе;
- Скульптурное оформление фасада доходного дома М. И. Вавельберга, совместно с Л. А. Дитрихом, архитектором М. М. Перетятковичем (1912, Санкт-Петербург, Невский проспект, 7-9 / Малая Морская улица, 1-3);
- Скульптурное оформление фасада здания Русского торгово-промышленного банка, совместно с Л. А. Дитрихом, архитектором М. М. Перетятковичем (1914, Санкт-Петербург, Большая Морская улица, 15);
- Декоративное убранство грязелечебниц в Пятигорске и Ессентуках;
- Декоративная ограда на месте дуэли Лермонтова в Пятигорске;
- Памятник Ленину перед Смольным (1927), а также многие другие памятники «вождю мирового пролетариата»;
- Памятники Сталину, Кирову, Орджоникидзе, Ворошилову;
- Памятники советским людям (лётчикам, рабочим и др.);
- 1925 — памятник В. И. Ленину в Таганроге[2]. Был установлен на постаменте памятника Петру I (1903) работы скульптора М. М. Антокольского;
- 1932 — памятник Ленину в Севастополе, на площади Третьего интернационала (не сохранился); был установлен на постамент снесенного памятника Нахимову[1];
- Скульптура памятника Ленину в Челябинске (1925);
- Памятник В.И. Ленину во Владикавказе (1926), перенесен в г. Алагир (1956/57гг.).

## Адреса в Ленинграде
- 1925—1929 — улица Ленина, 9;[3]
- 1929—1940 — площадь Искусств, 5 (дом Жако).

## Память
- На доме по адресу площадь Искусств, 5 в 1981 году была установлена мемориальная доска (архитектор В. В. Левешко).